# جو هیونگ-جون
جو هیونگ-جون (انگلیسی: Joo Hyong-jun؛ زادهٔ ۲۲ آوریل ۱۹۹۱) اسکیت‌باز سرعت اهل کره جنوبی است.
از افتخارات وی میتوان به کسب مدال نقره در بازی‌های المپیک زمستانی ۲۰۱۴ اشاره‌کرد.